# Bernard Saint-Jacques
Bernard Saint-Jacques (estat civil desconegut) és un actor, guionista i director francès, actiu a finals de la dècada de 1960 fins a mitjans de la dècada del 1990.

## Filmografia
com a actor
- 1967 : Midi Minuit, dirigida per Pierre Philippe : l'invité
- 1970 : Le Mur de l'Atlantique, dirigida per Marcel Camus : un soldat SS
- 1972 : Jules Renard, sa vie et son œuvre, dirigida per Maurice Beuchey : le journaliste
- 1973 : La Mort en face, dirigida per Guy Jorré

com a director assistent
- 1975 : Les Malfaisants, dirigida per Jean Kerchbron segons el llibre homònim de Fred Noro
- 1976 : Commissaire Moulin, episodi : L'Évadé de Jean Kerchbron
- 1976 : Les Enquêtes du commissaire Maigret, episodi : Maigret a peur de Jean Kerchbron
- 1977 : Les Enquêtes du commissaire Maigret, episodi : Maigret, Lognon et les Gangsters de Jean Kerchbron

com a director
- 1976 : Taine : la race, le milieu, le moment, telefilm documental de la sèrie Les Idées et les hommes
- 1981 : Le Porte-clefs, de la sèrie  Caméra une première
- 1983 : Les Tilleuls de Lautenbach, telefilm segons la novel·la epònima de Jean Egen[2]
- 1985 : Vingt ans d'absence, de la série Cinéma 16
- 1996 : André Maurois, telefilm documental de la sèrie Un siècle d'écrivains

com a guionista
- 1983 : Les Tilleuls de Lautenbach, dirigida per Bernard Saint-Jacques.